# 安德拉德 (1957年)
安德拉德（葡萄牙語：Andrade，1957年4月21日—），巴西男子足球运动员，场上位置是中场。他曾代表巴西国奥队参加1988年夏季奥林匹克运动会足球比赛，获得一枚银牌。